# پایپر پی‌ای-۳۱ ناواجو
هواپیمای پایپر پی‌ای-۳۱ ناواجو (به انگلیسی: Piper PA-31 Navajo) یک خانواده از هواپیماهای کلاس کابین و دو موتوره است که توسط پایپر ایرکرفت برای بازار هوانوردی عمومی ساخته شده‌است که بیشتر از موتورهای شرکت لایکامینگ انجینز (Lycoming) استفاده می‌کند. همچنین این هواپیما تحت لیسانس تعدادی از کشورهای آمریکای لاتین نیز بود. این هواپیما با هدف انتقال بارهای کوچک و غذا وارد بازار شد و در این زمینه با موفقیت روبرو شد.
هواپیما در تمام مدت عمر خود برای مصرف‌کنندگان محبوب بود اما چون در دهه ۱۹۸۰ در سطح هوانوردی عمومی نیاز مشتریان تغییر کرد، تولید پی‌ای-۳۱ در سال ۱۹۸۴ متوقف شد.